# Mihail Rasty

Generalul Mihail Rasty(i).

Mihail Rasty(i) (n. 1841 – d. posibil 1903, ) a fost un general român.
În perioada 1 septembrie 1893 - 1 aprilie 1896, generalul de brigadă Mihail Rasty(i) a îndeplinit funcția de comandant al Jandarmeriei Române.
S-a născut în 1841 și a urmat studii militare temeinice.
În anul 1875 ia parte la Războiul Spaniei. Luptă și în Războiul de independență, unde se distinge alături de unitatea sa.
La 2 martie 1891, a fost numit prefectul Poliției Capitalei.
Nașterea Jandarmeriei rurale din 1893, a fost determinată de situația economico-socială și culturală existentă la sfârșitul secolului al XIX-lea în Regatul României. La 24 februarie 1893 a fost votat de Cameră „Legea asupra Gendarmeriei rurale” și „Regulamentul de aplicațiune al legii asupra Gendarmeriei rurale”. La capitolul al VIII-lea apărea următoarea formă de organizare: Inspectoratul General al Jandarmeriei, organ de conducere și control cu sediul în București, condus de un general de brigadă, având funcția de inspector general. Primul inspector general al Jandarmeriei a fost generalul de brigadă Rasty(i) Mihail.
De la 1 septembrie și până la 8 iunie 1894 a îndeplinit simultan atât funcția de comandant al Jandarmeriei, cât și pe cea de prefect al Poliției Capitalei. A colaborat foarte bine cu guvernul prezidat de Lascăr Catargiu.
S-a stins din viață probabil înainte de 1905.
În onoarea sa Inspectoratul de Jandarmi Județean Sibiu poartă denumirea onorifică de "General de brigadă Mihail Rasty" (Ordinul M.I. nr.176/2012).

## Ordine și Medalii
- "Steaua României",
- "Coroana României",
- "Virtutea Militară",
- "Trecerea Dunării",
- "Meritul Militar".